# Aegoidus weyrauchi
Aegoidus weyrauchi là một loài bọ cánh cứng trong họ Cerambycidae.